# M80-as autóút (Magyarország)
Az M80-as autóút a Körmend–Szentgotthárd szakaszon 2021-ben átadott, többi szakaszán épülő 2 × 1 sávos, leállósáv nélküli autópályává fejleszthető autóút. Fő célja, hogy a 8-as főút–710-es főút–M8-as autópálya–M4-es autópálya–M32-es autóút nyomvonalon egy új kelet–nyugati irányú közúti közlekedési tengely jöjjön létre az országban, tehermentesítve a túlterhelt Bécs–Győr–Budapest–Szolnok(–Füzesabony) útvonalat.

## Története
A 2019 elején életbe lépett új Országos Területrendezési terv jelentősen megváltoztatta az eredetileg M8-ként gyorsforgalmi út terveit. Eszerint csak az M7 és az M4 autópályák között épül meg M8 néven az országot kelet-nyugati irányban átszelő új gyorsforgalmi út. Az M7 és Vasvár között a meglévő 8-as és 710-es főút tölti be az összekötő szerepet, Körmend és az országhatár között pedig M80-as autóút néven épül meg.
Az átadása három ütemben történik: 2021. június 3-án a 6,6 km-es Vasszentmihály-Szentgotthárd szakasz került átadásra, augusztusban a Körmend–Vasszentmihály 20,75 km-es szakasz, majd az osztrák oldalon lévő S7 autóúttal befejező határszakasz 1,5 km-en 2024-ben zárja a sort.

## Épülő szakasz

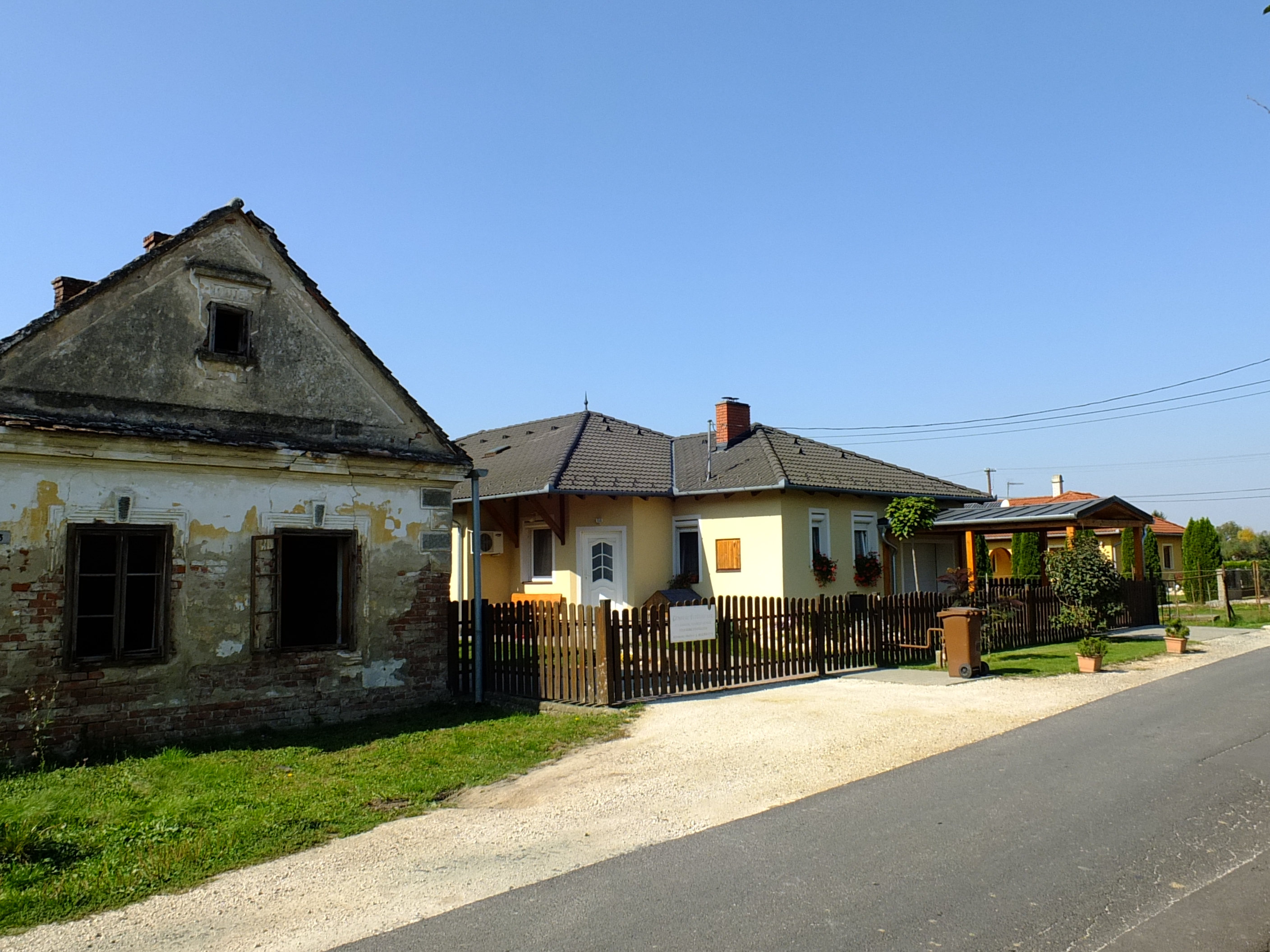
Körmend, a Vasúti utca M80-as miatt lebontott lakóházai egykor

Az Unitef'83 Zrt. a 2006-os nyomvonal tervei alapján a Mott MacDonald Magyarország Kft. 2013 februárjában megszerezte a Körmend–Szentgotthárd-országhatár közötti 2 × 2 sávos, 28,3 km hosszú, autópályává fejleszthető autóútnak a környezetvédelmi engedélyét. Kiviteli terveit 2013 novemberétől az Unitef'83 Zrt. készíti. Kivitelezése az akkori elképzelések szerint 2014–2015-ben kezdődhetett volna meg. A forgalomszámlásái adatok alapján a végleges tervek 2 × 1 sávos autóútra készültek el, amelynek műtárgyai és kiépítése a távlati 2 × 2 sávos kialakítást is lehetővé teszik. A szakasz legjelentősebb műtárgya a Vasszentmihályi völgyhíd lesz a községtől északra. A közel 575 m-es völgyhídhoz mély bevágások vezetnek. A völgyhíd a Vörös-patak és a 87108-as mellékút felett is átível majd. A Pinka parti Natura 2000 területek keresztezésekor 303,59 m hosszan lábakra állítva halad az út. Az autóút lakóterületeket érintő legkritikusabb szakasza Horvátnádaljánál van, ahol a Szombathely–Szentgotthárd-vasútvonal és a 100–150 m-re lévő lakóházak közé ékelődik be az új nyomvonal. A gyorsforgalmi út itt 4 m-es, hangvető elemes zajgátló falak között épül meg. A vasúttól északra lévő autóút által érintett 3 utcányi lakóterület épületei kisajátításra kerültek. Bontásukat 2019 elején végrehajtották.
Két pihenő létesül a szakaszon, egy egyszerű pihenőhely lesz Gasztonynál és egy komplex pihenőhely Rábafüzesnél. A gyorsforgalmi út Fölöstöm / Graz (A2-es autópálya) felé az S7-es autóúton keresztül fog csatlakozni.
A 2017 tavaszán kiírt kivitelezési közbeszerzési pályázat eredményeként 2017. október 25-én ismertté vált, hogy a Duna Aszfalt Kft és a Mészáros és Mészáros Kft konzorciuma 63 milliárd forintért építheti meg az autóutat. 2018. március 8-án Körmendnél letették az épülő út alapkövét.
2020 áprilisában a koronajárvány miatt elrendelt korlátozások alatt is folytatódott az út építése.

## Elkészült szakaszok
2021. június 3-án átadták a Vasszentmihály és Rábafüzes közötti 9,5 km-s szakaszt.
2021. október 21-én átadták a Körmend és Rábafüzes közötti 19,4 km-es szakaszt is, így a Körmend és Rábafüzes közötti 27,2 km-es M80-as autóút teljessé vált, rajta az 575 méter hosszú vasszentmihályi völgyhíddal.

## Csomópontok és pihenőhelyek

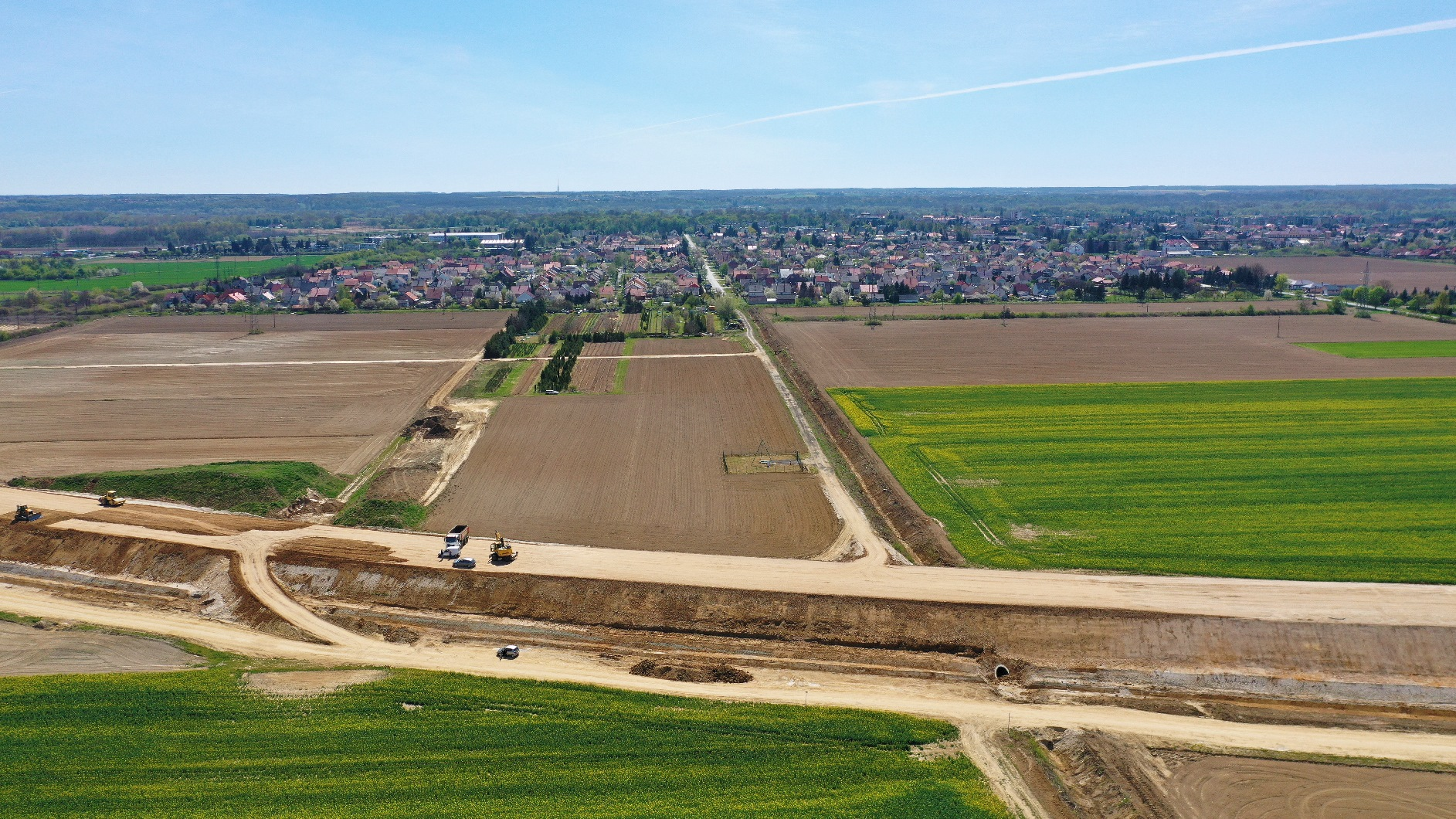
Az épülő M80-as autóút Körmend határában

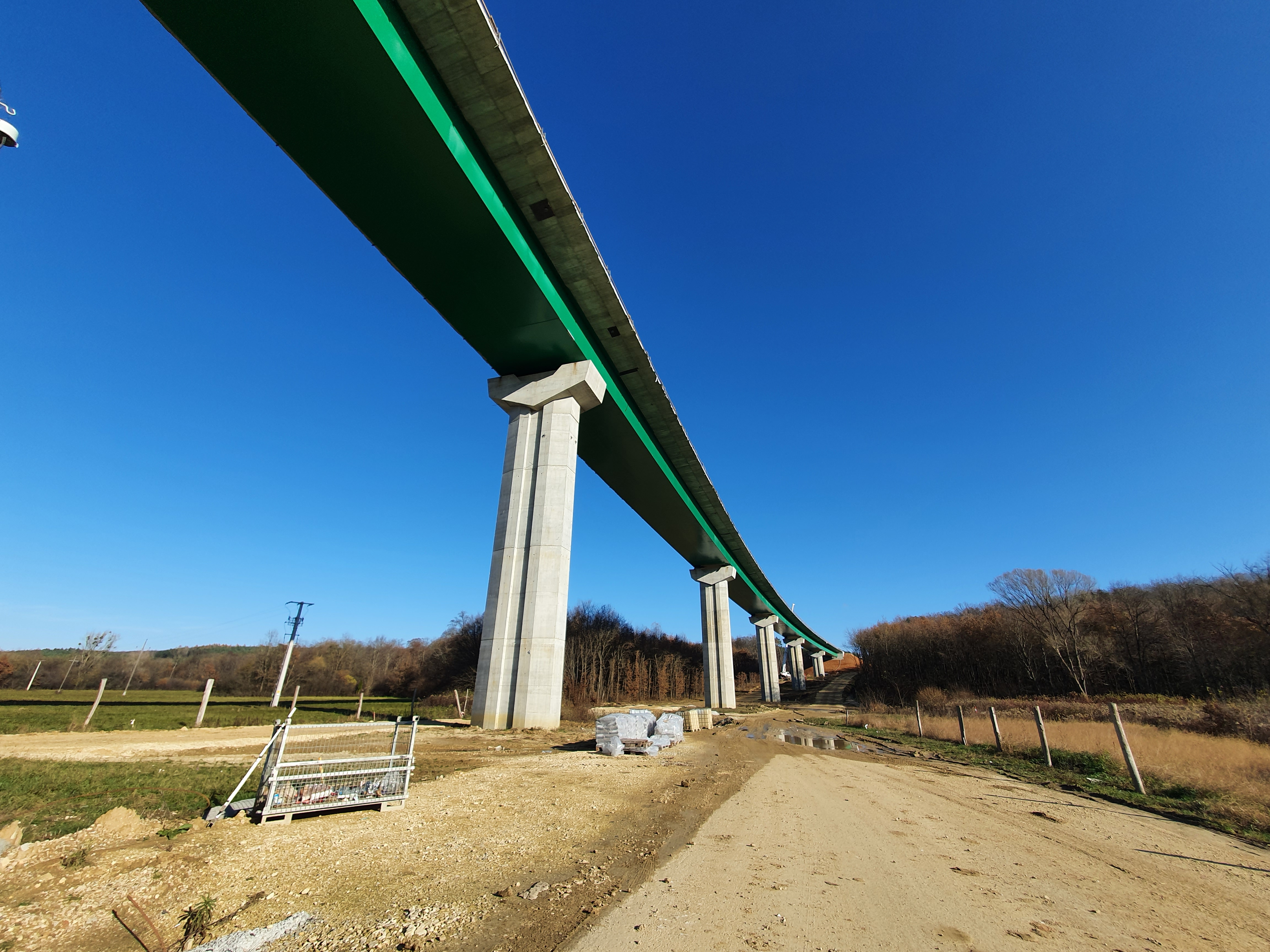
Vasszentmihályi völgyhíd

## Galéria

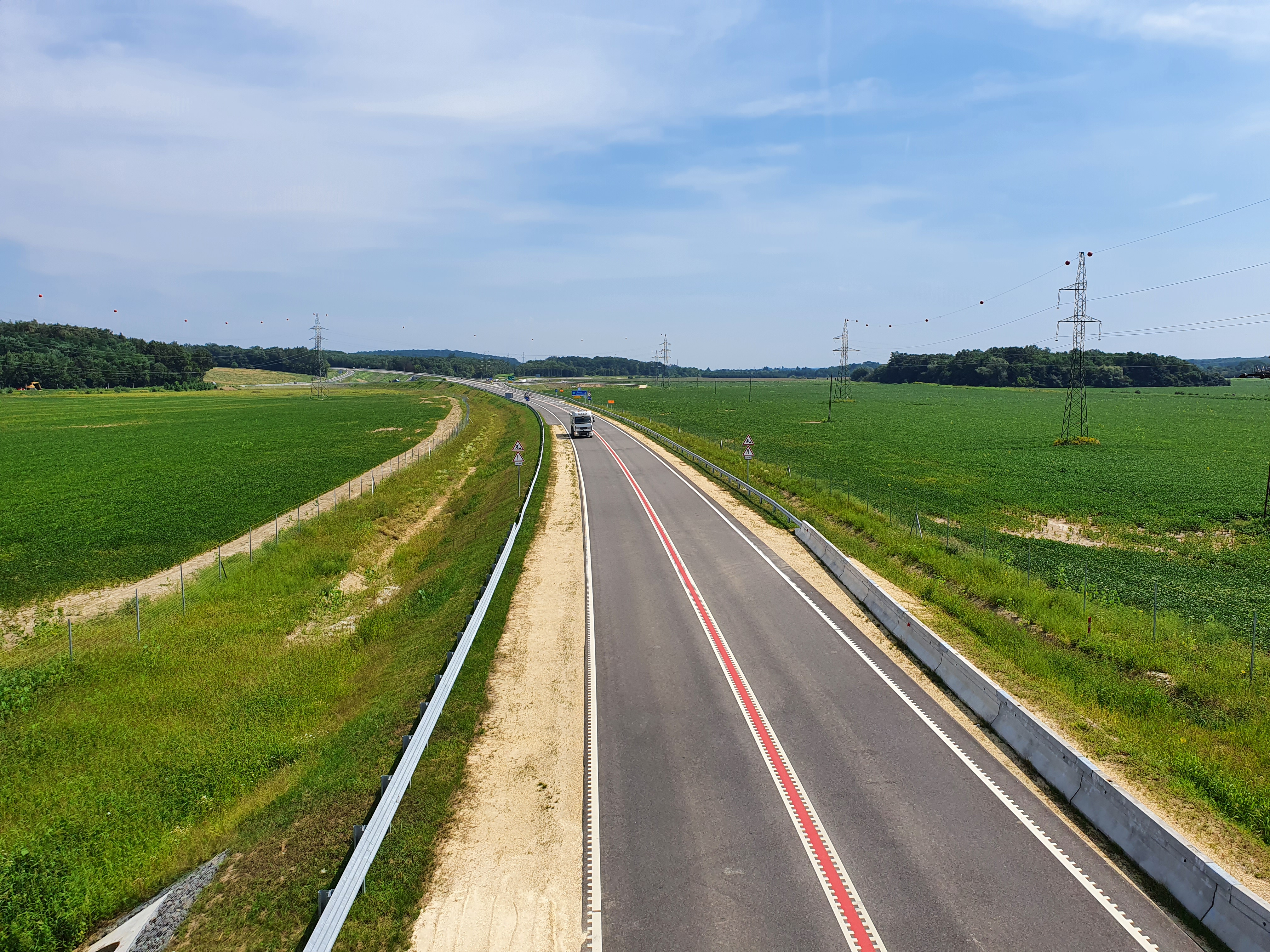
M80-as autóút üzemelő része Rönök mellett
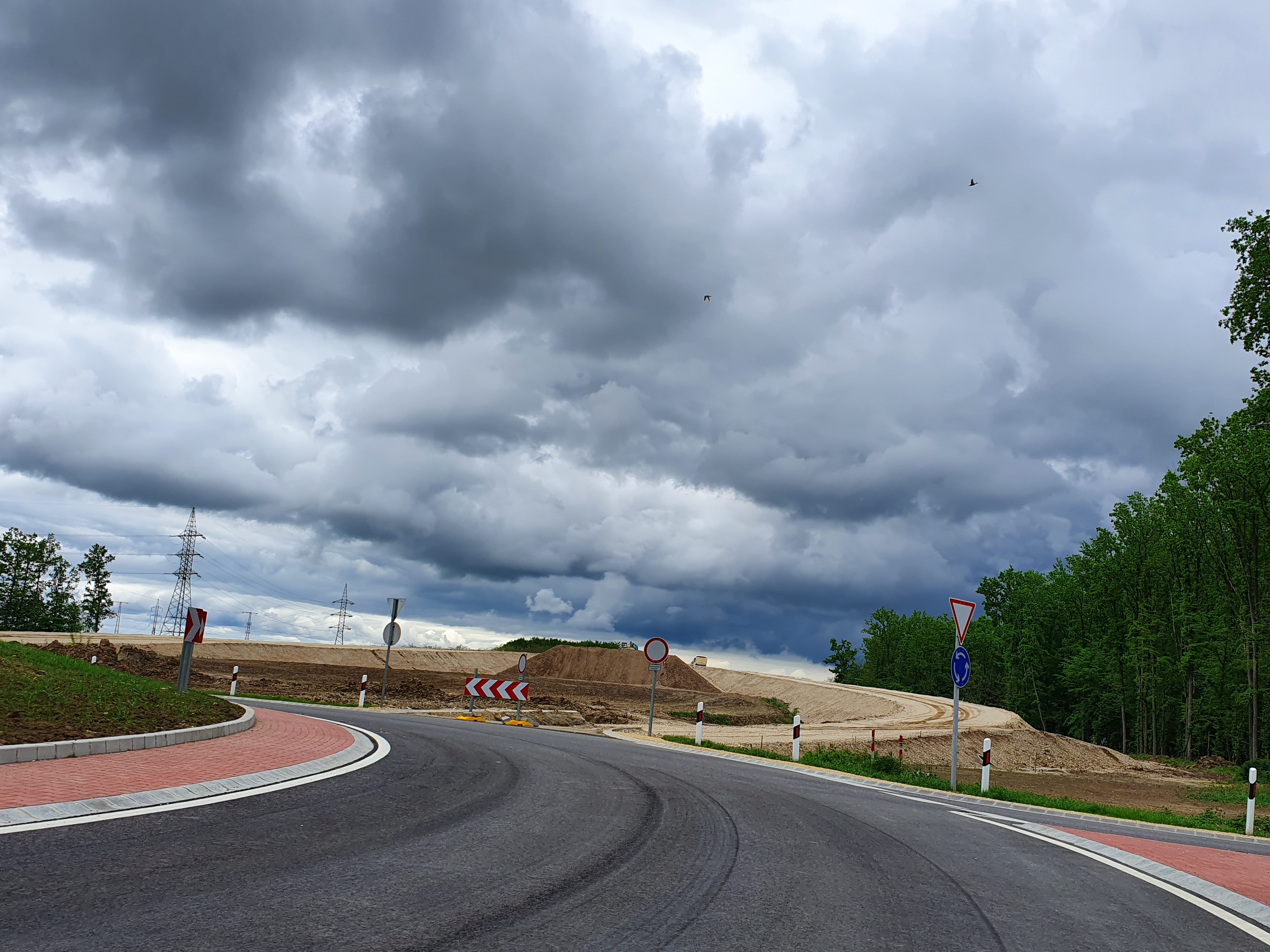
M80 Körmend-kelet építése 2021 májusában az üzemelő 86-os főúti körforgalommal
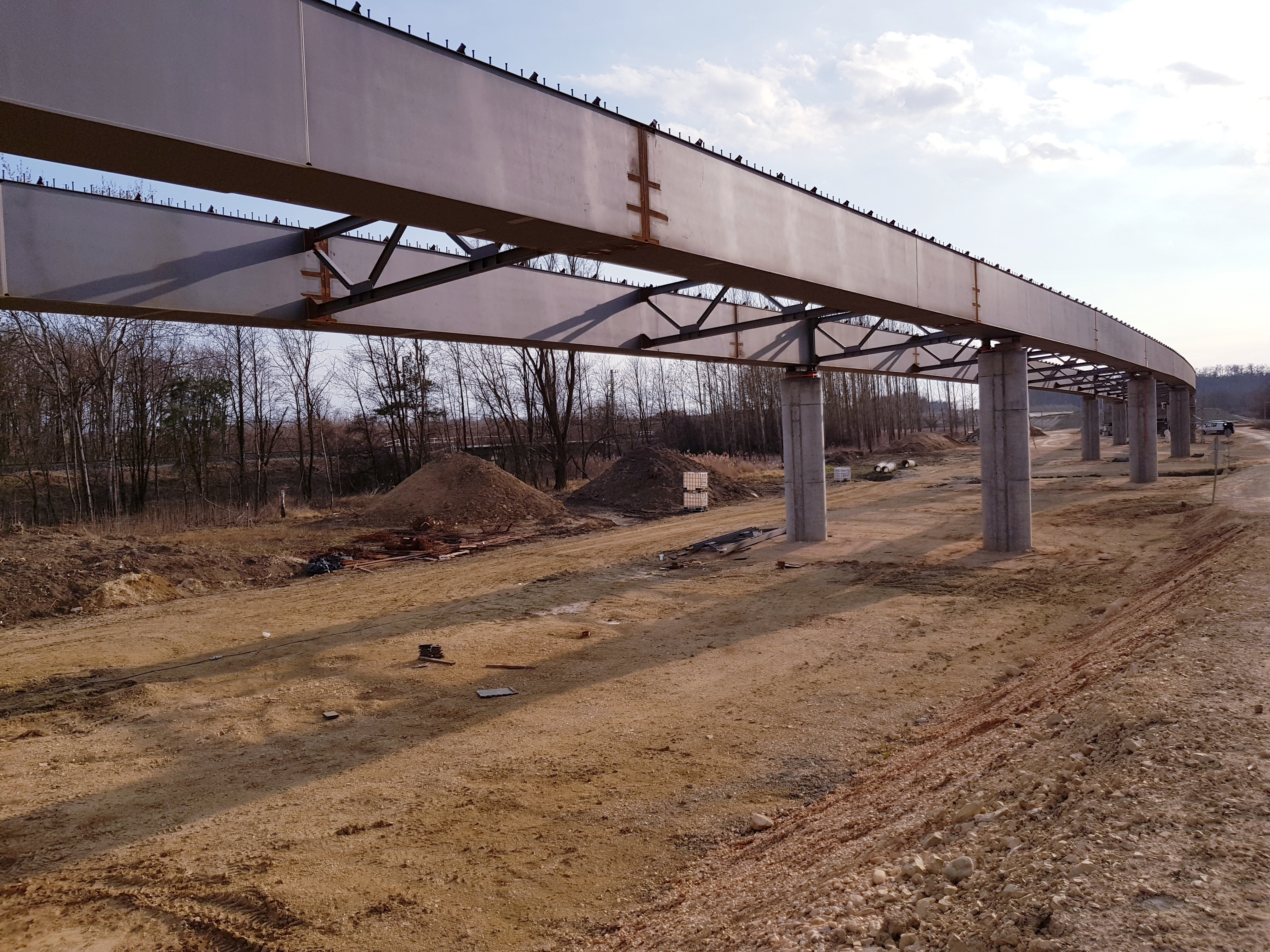
A Pinka és az ártere feletti híd
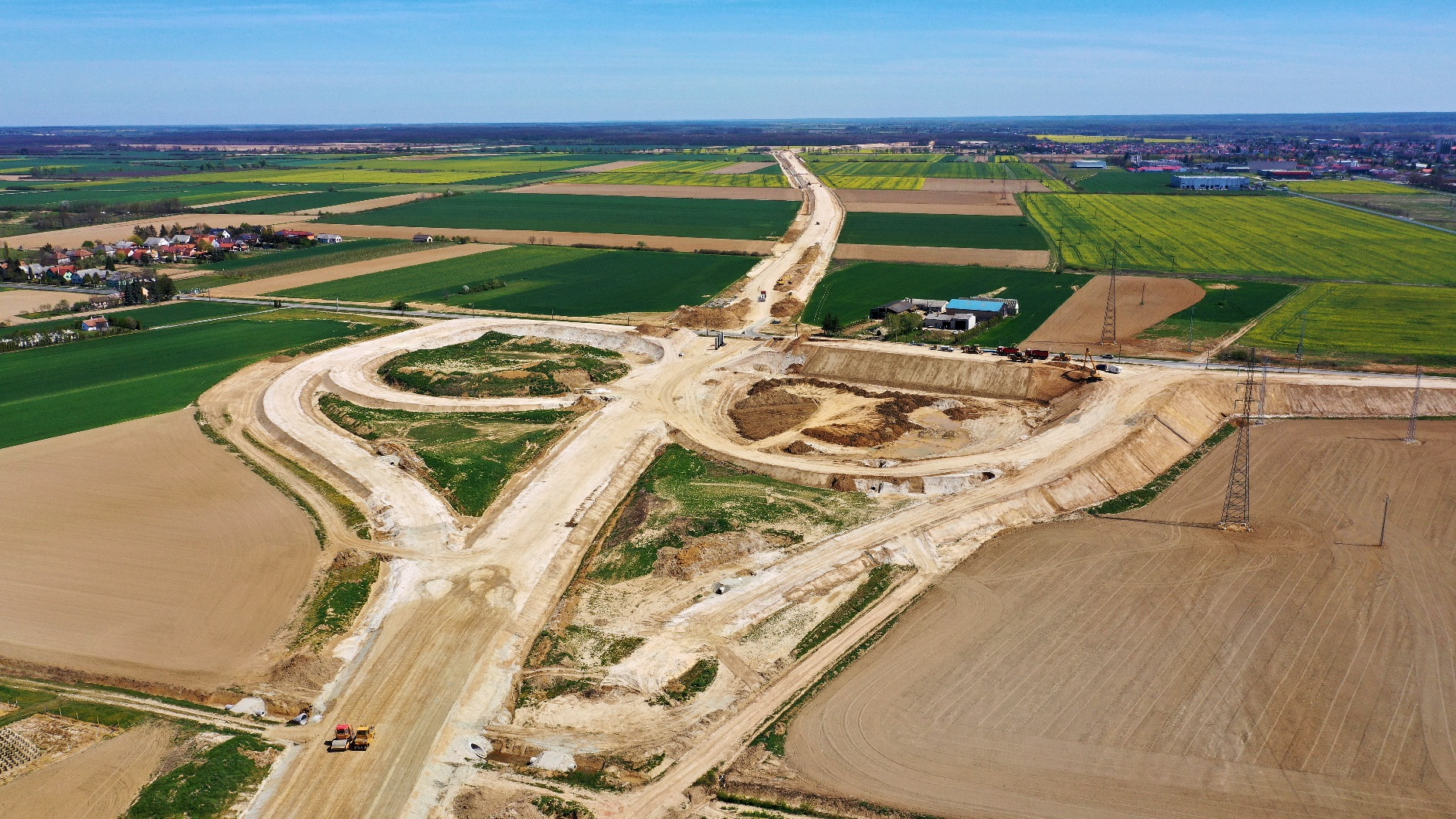
Az épülő M80-as autóút Körmend közelében
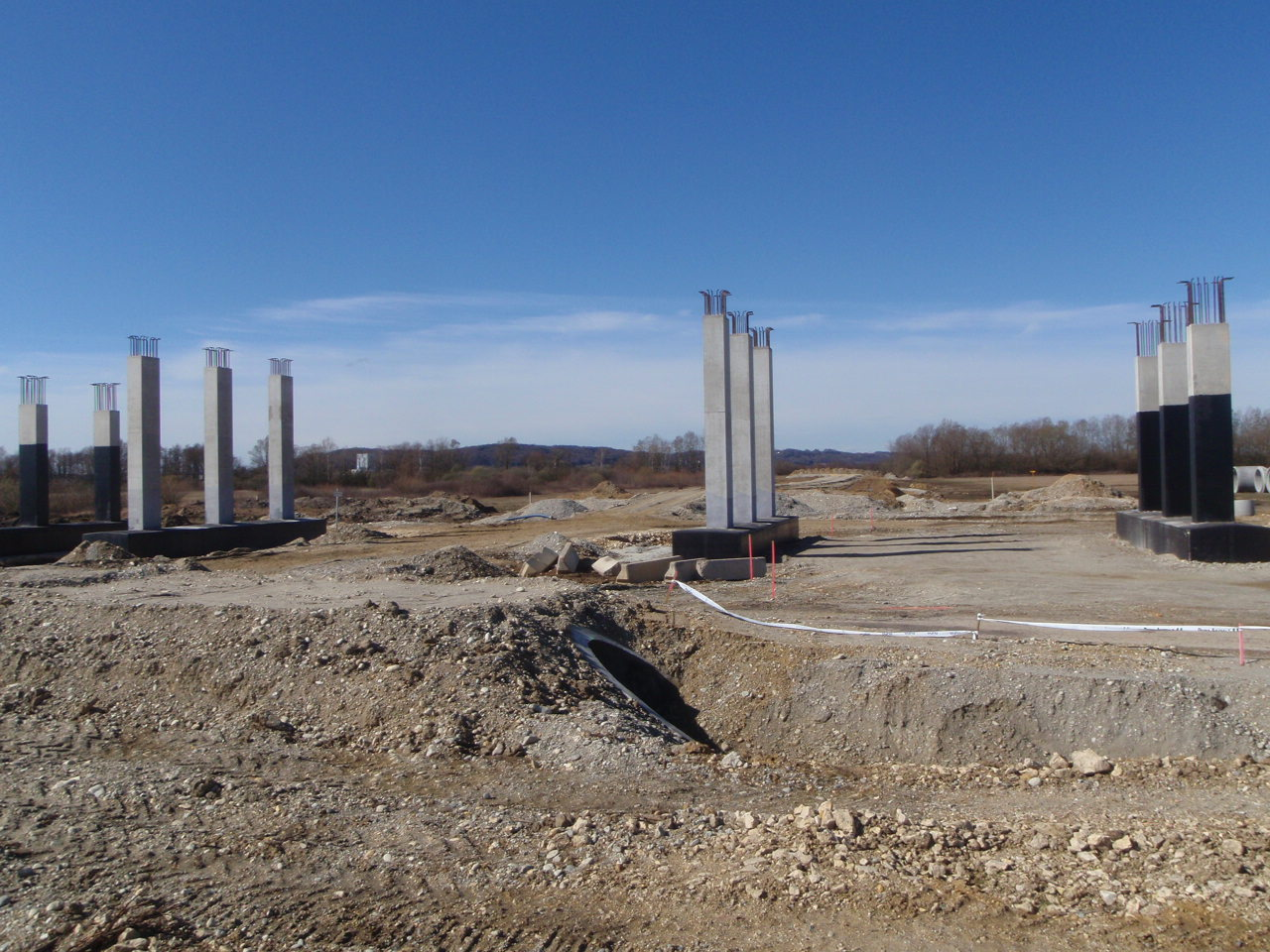
Szentgotthárd, országhatár előtti utolsó szakasz (2020. március)
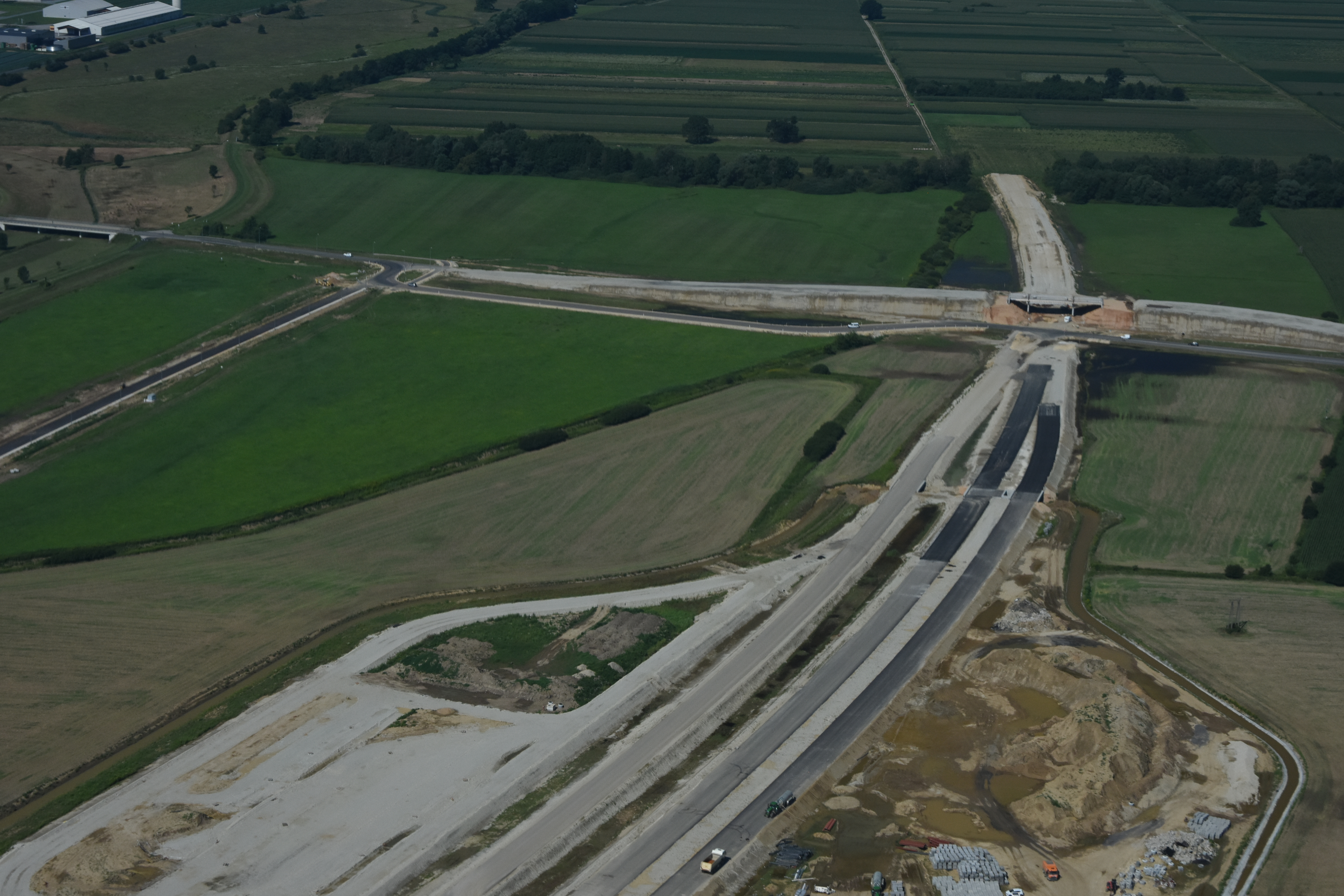
Az épülő M80-as autóút Szentgotthárd közelében

## Díjmentes szakaszok
A nemzetiutidij.hu díjköteles Vas vármegyét ábrázoló térképén az M80-as autóút nem szerepel, mint díjköteles szakasz, ugyanakkor nem szerepel a díjmentes szakaszokat ábrázoló térképen sem. Mivel az M80-as autóút nem kapcsolódik a gyorsforgalmi hálózathoz, ezért nem kell útdíjat fizetni a használatáért.